# Кривохатський Віктор Анатолійович
Віктор Анатолійович Кривохатський (20 січня 1954, Петрозаводськ — 18 серпня 2021, Санкт-Петербург) — радянський і російський ентомолог, один з провідних фахівців з сітчастокрилих комах (особливо — з мурашиних левів) та в галузі ентомології, доктор біологічних наук (1999), провідний науковий співробітник Лабораторії систематики РАН, який відкрив кілька нових для науки видів комах. Вивчав, зокрема, комах степової України.
Один з визначних фахівців з систематики та фауни сітчастокрилих комах, і проблема охорони рідкісних тварин і складання Червоних книг. Відкрив і вперше описав кілька нових для науки видів комах, у тому числі: Myrmeleon semigriseus Krivokhatsky, 1991, Mongoleon pilosus Krivokhatsky, 1992, Myrmecaelurus simplicis Krivokhatsky, 1992, Distonemurus desertus Krivokhatsky, 1992, Myrmecaelurus badkhysi Krivokhatsky, 1992, Quinemurus metamerus Krivokhatsky, 1992, Holzezus compactus Krivokhatsky, 1992, Myrmecaelurus armenicus Krivokhatsky, 1993, Kirghizoleon cubitalis Krivokhatsky & Zakharenko, 1994, Cueta plexiformia Krivokhatsky, 1996, Holzezus pamiricus Krivokhatsky, 1996, Gatzara caelestis (Krivokhatsky, 1997), Epacanthaclisis alaica Krivokhatsky, 1998, E. banksi Krivokhatsky, 1998, E. hamata Krivokhatsky, 1998, Neuroleon zakharenkoi Krivokhatsky, [1996], Myrmecaelurus solaris Krivokhatsky, 2002, Myrmeleon valentini Krivokhatsky, 2002.

## Біографія
Народився 20 січня 1954 р. в м. Петрозаводськ (на той час — Карело-Фінська РСР) в сім'ї відомого радянського фізика-ядерника Кривохатського Анатолія Сергійовича. Невдовзі сім'я перебралася до Ленінграду, де Віктор у 1971 р. закінчив середню школу № 534
- 1971—1976 — навчання на кафедрі ентомології Біолого-ґрунтового факультету Ленінградського державного університету.
- 1976—1977 — керівник гуртка Ленінградського Палацу піонерів.
- 1977—1978 — лісник Бадхизського державного заповідника (Туркменська РСР)
- 1978—1983 — лаборант Репетецького біосферного заповідника (Туркменська РСР)
- 1983—1985 — молодший науковий співробітник заповідника «Ліс на Ворсклі» (Бєлгородська область РРФСР)
- 1985 — захист кандидатської дисертації на базі досліджень, проведених у Репетецькому заповіднику («Комахи норових консорцій піщаних пустель Середньої Азії»)
- 1985—1991 — директор державного заповідника «Ліс на Ворсклі»
- 1991—2001 — робота в Лабораторії біологічних основ інтродукції корисних організмів ЗІН РАН: старший науковий співробітник (1991—1999), провідний науковий співробітник (1999—2001)
- 1999 — захист докторської дисертації («Муравині леви (Neuroptera, Myrmeleontidae) Палеарктики (морфологія, класифікація, зоогеографія)»))
- 2002—2021 — провідний науковий співробітник Лабораторії систематики комах ЗІН РАН

Протягом своєї діяльності вів польові дослідження у різних куточках СРСР та світу: Росія: Європейська частина, Кавказ, Забайкалля, Алтай, Примор'я; Угорщина; Польща; Україна з Кримом; Казахстан; Узбекистан; Туркменістан; Китай; Єгипет; США (Каліфорнія).
Дружина Надія народила Віктору Кривохатському 3-х доньок: Маріанну, Валерію та Жанну.
Окрім ентомології, захоплювався також малюванням пейзажей.
В останні роки життя у Віктора виявились проблеми зі здоров'ям, пов'язані з захворюванням крові, що викликало атеросклероз і призвело до важкого інсульту в 2009 році, внаслідок чого тимчасово було паралізовано половину тіла. Через певний час вчений частково відновився після хвороби, значною мірою завдяки допомозі колеги, Овчіннікової Ольги Георгіївни. Але з кінця 2018 року наступило погіршення стану.
Помер 18 серпня 2021 року внаслідок ускладнень від коронавірусної хвороби COVID-19.

## Наукова діяльність[3]
| ResearcherID:     | https://publons.com/researcher/S-4891-2016                                                                 |
| Scopus Author ID: | https://www.scopus.com/authid/detail.uri?authorId=6508211579 [Архівовано 28 січня 2022 у Wayback Machine.] |
| РИНЦ:             | https://www.elibrary.ru/author_profile.asp?authorid=80257                                                  |
| ORCID ID:         | https://orcid.org/0000-0003-3362-3928 [Архівовано 28 січня 2022 у Wayback Machine.]                        |
| Google Scholar:   | https://scholar.google.ru/citations?user=VKtiYhQAAAAJ [Архівовано 28 січня 2022 у Wayback Machine.]        |

Вчений ступінь: Доктор біологічних наук
Вчене звання: Старший науковий співробітник
Посада: Провідний науковий співробітник
Дисертації:
- «Комахи норових консорцій піщаних пустель Середньої Азії» (кандидатська)
- «Мурашині леви (Neuroptera, Myrmeleontidae) Палеарктики (морфологія, класифікація, зоогеографія)» (докторська)

Область наукових інтересів: Систематика та філогенія мурашиних левів (Neuroptera, Myrmeleontidae) світової фауни. Екологія та еволюція спільнот комах, біорізноманіття, інформаційні системи та ентомологічні колекції. Охорона комах, ведення червоних книг, заповідна справа.
Членство у наукових товариствах:
- З 1998 — Казначей Російського ентомологічного товариства (РЕО),
- З 2012 р. — Почесний член Російського ентомологічного товариства

Редакційна діяльність:
- З 2005 р. — головний редактор «Праць Російського ентомологічного товариства»,
- З 2005 р. — член редколегії «Північно-Кавказького ентомологічного бюлетеня»,

- 1998—2005 — редактор Читань пам'яті Н. А. Холодковського

Науково-педагогічна діяльність:
- З 2001 р. — член спеціалізованої вченої ради Д 212.232.08 із захисту дисертацій на здобуття наукового ступеня доктора біологічних наук при Санкт-Петербурзькому державному університеті.
- З 2001 р. — член спеціалізованої вченої ради Д 002.223.01 із захисту дисертацій на здобуття наукового ступеня доктора наук при Зоологічному інституті РАН.
- З 2000 р. — член науково-технічної ради Департаменту природних ресурсів по СЗ регіону РФ, секції НТС по природним об'єктам, що особливо охороняються, і збереженню біорізноманіття.
- З 1998 р. — голова експертної комісії Зоологічного інституту РАН із зоологічних колекцій.
- З 1996 р. — член центральної експертної групи із зоологічних колекцій Держкомекології РФ.

Наукові проекти та гранти:
- РФФІ — 10-04-07056-д — Видання книги «Фауна Росії. Комахи сітчастокрилі. Neuroptera. Сімейство мурашиних левів. Myrmeleontidae», видана у 2011 році.
- Кривохатський В. А. (наук. кер. теми 2006—2009) Регіональні фауни комах та їх біогеографічні особливості // 2009. СПб.: ЗІН РАН. № держреєстрації Звіту про НДР 01200703080. 78 с.
- Кривохатський В. А. (наук. кер.) 2010—2013. Поширення комах та формування їх фаун у світлі сучасної біогеографії // 2013. СПб.: ЗІН РАН. № держреєстрації Звіту про НДР. 01201051256. Інв. № 2008-2012. 154 с.

### Список наукових праць (мовою оригіналу)[4][3]
Кривохатский В. А., 1980.
Беспозвоночные — обитатели нор грызунов пустыни // Экспериментальные исследования песчаных пустынь на уровне экосистем и геосистем. Отчет НИР РППС, Ашхабад, N ГР 760 75037, Деп. ВИНИТИ, N деп. Б 939 694 : 393—431.
Кривохатский В. А., 1981.
Динамика численности ногохвостки Willowsia samarkandica в Восточных Каракумах // Проблемы почвенной зоологии. Тез. докл. 7 Всесоюзн. совещания, Киев: 109.
Кривохатский В. А., 1981.
Определение «индекса ботробионтности» беспозвоночных // Экология и медицинское значение песчанок фауны СССР. М.: 222—223.
Кривохатский В. А., 1981.
Сезонная и суточная динамика численности беспозвоночных животных в норах большой и полуденной песчанок в Восточных Каракумах // Известия АН ТССР, сер. биол. наук, 4: 32-39.
Кривохатский В. А., Фет В. Я., 1981.
Особенности распределения пауков Бадхыза в весенний период // Известия АН ТССР, сер. биол. наук, 1: 45-51.
Ишанкулиев М. И., Кривохатский В. А., 1982.
Список работ, опубликованных по материалам Репетекской песчано-пустынной станции с 1972 по 1981 гг. // Проблемы освоения пустынь, 4: 76-88.
Кривохатский В. А., 1982.
Блохи из нор грызунов Репетекского заповедника // Известия АН ТССР, сер. биол. наук, 4: 74-76.
Кривохатский В. А., 1982.
Связи членистоногих норовых экосистем большой песчанки с окружающими экосистемами // Энтомологическое обозрение, 61, 4: 779—785.
Кривохатский В. А., 1982.
Членистоногие животные из ходов нор песчанок в Восточных Каракумах // Экология, 2: 60-64.
Кривохатский В. А., Фет В. Я., 1982.
Пауки (Aranei) из нор грызунов Восточных Каракумов // Проблемы освоения пустынь, 4: 68-75.
Кривохатский В. А., 1983.
К изученности норовых консорций большой песчанки // Проблемы освоения пустынь, 1: 59-68.
Кривохатский В. А., 1984.
Сезонное изменение распределения блох в наружных ходах нор как показатель их миграционной активности // Паразитология, 43, 2: 150—153.
Кривохатский В. А., 1985.
К истории формирования норовой энтомофауны песчаных пустынь // Энтомологическое обозрение, 64, 4: 696—704.
Кривохатский В. А., 1985.
Насекомые норовых консорций песчаных пустынь Средней Азии // Автореф. канд. дисс., Л.: 1-20.
Кривохатский В. А., 1985.
Насекомые Репетека. Кадастр видов. Ашхабад, «Ылым», 70 c.
Кривохатский В. А., 1985.
Опыт мониторинга норовых консорций большой песчанки в Восточных Каракумах // Известия АН ТССР, сер. биол. наук, 1: 27-32.
Волкович М. Г., Кривохатский В. А., 1986.
Материалы к фауне жуков-щелкунов (Coleoptera, Elateridae) заповедника «Лес на Ворскле» // Комплексные исследования биогеоценозов лесостепных дубрав. Л., Изд-во ЛГУ: 204—206.
Кривохатский В. А., 1986.
Очередные задачи энтомологических исследований в заповедниках // Природные ресурсы заповедных территорий, перспективы их охраны в условиях ускоренного научно-технического прогресса. Воронеж: 137—139.
Кривохатский В. А., Кащеев В. А. 1986.
Стафилиниды (Coleoptera, Staphylinidae) из нор грызунов и других местообитаний Репетекского заповедника // Известия АН ТССР, сер. биол. наук, 3: 26-31.
Кривохатский В. А., 1987.
Об оптимальном соотношении плотности хищников и их жертв в сообществах членистоногих животных в норах большой песчанки // Вестник Ленинградского ун-та, сер. 3, 1 (3): 95-98.
Гусаров В. И., Кривохатский В. А., Павлов И. В., 1988.
Членистоногие животные из нор подземной полевки (Pitymys subterraneus Sel-Long.) в заповеднике «Лес на Ворскле» // Вестник Ленинградского ун-та, сер. 3, 2 (10): 11-15.
Кривохатский В. А., 1988.
Заметки о фауне блох (Aphaniptera) заповедника «Лес на Ворскле» // Вестник Ленинградского ун-та, сер. 3, 1 (3): 124—125.
Волкович М. Г., Кривохатский В. А., 1989.
Пластинчатоусые жесткокрылые (Coleoptera, Scarabaeoidea) заповедника «Лес на Ворскле» // Вестник Ленинградского ун-та, сер. 3, 2 (10): 3-7.
Кривохатский В. А., 1989.
Государственный заповедник «Лес на Ворскле». Белгород, 24 c.
Кривохатский В. А., 1989.
Исследование обитателей нор млекопитающих в СССР // Вестник Ленинградского ун-та, сер. 3, 4 (24): 13-18.
Кривохатский В. А., 1989.
Кадастр заповедника в системе кадастров // Всесоюзн. совещание по проблеме кадастра и учета животного мира. Тез. докл. Уфа, часть 1: 35-37.
Кривохатский В. А., 1989.
Кадастр насекомых заповедника «Лес на Ворскле» // Всесоюзн. совещание по проблеме кадастра и учета животного мира. Тез. докл. Уфа, часть 4: 161—163.
Кривохатский В. А., 1990.
Проблемы охранных зон на примере заповедника «Лес на Ворскле» // Заповедники СССР — их настоящее и будущее. Часть 1. Актуальные вопросы заповедного дела. Новгород: 302—303.
Кривохатский В. А., 1990.
Членистоногие животные — обитатели гнезд птиц лесостепной дубравы // Проблемы кадастра, экологии и охраны животного мира России. Воронеж: 104—106.
Кривохатский В. А., 1990.
Новый вид муравьиного льва (Neuroptera, Myrmeleonidae) из Средней Азии // Новости фаунистики и систематики. Киев, «Наукова Думка», 1990: 61-63.
Кривохатский В. А., 1990.
Ревизия муравьиных львов рода Lopezus Navas, 1913 (Neuroptera, Myrmeleonidae) // Энтомологическое обозрение, 1990, 69, 4: 893—904. [Translated into English: Krivokhatsky V.A. Revision of the genus Lopezus Navas, 1913 (Neuroptera, Myrmeleonidae) // Entomological Review, 1990 [1992], 70, 5: 90-102.]
Кривохатский В. А., 1991.
Новый вид муравьиного льва рода Myrmeleon (Neuroptera, Myrmeleonidae) из Туркмении // Зоологический журнал, 1991, 70, 2: 147—149.
Кривохатский В. А., 1992.
Новые таксоны азиатских муравьиных львов (Neuroptera, Myrmeleontidae) // Энтомологическое обозрение, 1992, 71, 2: 405—413. [Translated into English: Krivokhatsky V.A. New taxa of Asiatic ant lions (Neuroptera, Myrmeleontidae) // Entomological Review, 1995, 74, 5: 33-42.]
Krivokhatsky V.A., 1992.
A new ant-lion from Turkmenia, Middle Asia (Insecta, Neuroptera, Myrmeleonidae) // Reichenbachia, 1992, 29, 14: 77-80.
Захаренко А. В., Кривохатский В. А. 1993.
Сетчатокрылые (Neuroptera) европейской части бывшего СССР // Известия Харьковского энтомологического общества, 1993, том 1, вып.2: 34-83. [Параллельно на русском и английском: Zakharenko A.V., Krivokhatsky V.A. Neuroptera from the European part of the former USSR // Izvestyia of the Kharkov Entomological Society, Vol.1, Iss. 2, p. 34-83].
Захаренко А. В., Кривохатский В. А., 1993.
К познанию сетчатокрылых (Insecta, Neuroptera) Центрально-Черноземного заповедника и заповедника «Лес на Ворскле» // Вестник СПб ун-та. Сер. 3, 4 (24): 26-31.
Кривохатский В. А., 1993.
Обзор муравьиных львов группы Myrmecaelurus (Nohoveus) zigan (Neuroptera, Myrmeleontidae) с описанием нового вида из Армении // Энтомологическое обоз-рение, 1993, 72, 3: 626—630. [Translated into English: Krivokhatskiy V.A. Review of the Myrmecaelurus (Nohoveus) zigan group (Neuroptera, Myrmeleontidae), with description of a new species from Armenia // Entomological Review, 1994, 73, 5: 23-27.]
Кривохатский В. А., 1993.
О сроках развития некоторых палеарктических муравьиных львов (Neuroptera, Myrmeleontidae) в лабораторных условиях // Известия Харьковского энтомологического общества, 1993, т. 1, вып. 2: 84-91.
Krivokhatsky V.A. 1994.
The ant-lion fauna (Neuroptera, Myrmeleontidae) of the former Soviet Union // Fifth International Symposium of Neuropterology. Abstracts. Cairo, Egipt, 1994: 15.
Кривохатский В. А., 1994.
Личинки муравьиных львов рода Euroleon E.-P. (Neuroptera, Myrmeleontidae) // Известия Харьковского энтомологического общества, 1994, т. 2, вып. 1: 49-61.
Krivikhatsky V.A., 1994.
Ant-lions (Neuroptera, Myrmeleontidae) in Turkmenistan // in: Fet V., Atamuradov K.I. (Eds). Biogeography and Ecology of Turkmenistan. Kluwer Academic Publishers, Dordrecht, The Netherlands, 1994: 495—498.
Krivikhatsky V.A., 1994.
Arthropods inhabiting rodent burrows in the Karakum Desert // in: Fet V., Atamuradov K. I. (Eds). Biogeography and Ecology of Turkmenistan. Kluwer Academic Publishers, Dordrecht, The Netherlands, 1994: 389—402.
Кривохатский В. А., Захаренко А. В., 1994.
Муравьиные львы родов Euroleon Esben-Petersen, 1918 и Kirghizoleon gen. nov. (Neuroptera, Myrmeleontidae) Палеарктики // Энтомологическое обозрение, 1994, 73, 3: 690—699. [Translated into English: Krivokhatskiy V.A., Zakharenko A.V. Antlions of genera Euroleon Esben-Petersen, 1918 and Kirghizoleon gen. n. (Neuroptera, Myrmeleonidae) of the Palearctic Region // Entomological Review, 74, 9: 34-45.]
Кривохатский В. А., Захаренко А. В., 1994.
Список сетчатокрылых (Neuroptera), собранных в Крыму экспедицией Харьковского энтомологического общества // Известия Харьковского энтомологического общества, 1994, т. 2, вып. 1 : 168—169.
Кривохатский В. А. 1995.
Каталог типовых экземпляров коллекции Зоологического института РАН. Насекомые сетчатокрылые (Neuroptera). СПб.: ЗИН РАН: 18 с.
Krivokhatsky V.A., 1996.
Isoleon amseli (Holzel, 1967), comb. n., with description of the larva (Neuroptera: Myrmeleontidae) // Zoosystematica Rossica, 4(1), 1995 [1996]: 155—158.
Кривохатский В. А., 1996.
Два новых вида палеарктических муравьиных львов (Neuroptera, Myrmeleontidae) // Энтомологическое обозрение, 75, 3: 643—649. [Translated into English: Krivokhatskii V.A. Two new species of the palaearctic antlions (Neuroptera, Myrmeleontidae) // Entomological Review, 1996, 76, 4: 523—528.]
Krivokhatsky V.A., 1996.
Antlions of the subgenus Ganussa (genus Neuroleon) from Middle Asia (Neuroptera: Myrmeleontidae) // Zoosystematica Rossica, 4(2), 1995 [1996]: 301—306.
Krivokhatsky V.A., 1996.
Subgulina kerzhneri, a new genus and species of antlion from Central Asia (Insecta: Neuroptera: Myrmeleontidae) // In: Canard M., Aspock H. & Mansell M.W. (Eds). Pure and Applied Research in Neuropterology. Proceedings of the Fifth International Symposium on Neuropterology. Cairo, Egypt, 1994. Toulouse, France. Pp. 313—318.
Кривохатский В. А., Аникин В. В., 1996.
Муравьиные львы (Neuroptera, Myrmeleontidae) Нижнего Поволжья // Известия Харьковского энтомологического общества, 1995 [1996], т. 3, вып. 1-2: 52-61.
Krivokhatsky V.A., Emeljanov A.F. & Lobanov A. L., 1996.
The distribution of antlions in Mongolia (Insecta: Neuroptera: Myrmeleontidae) // In: Canard M., Aspock H. & Mansell M.W. (Eds). Pure and Applied Research in Neuropterology. Proceedings of the Fifth International Symposium on Neuropterology. Cairo, Egypt, 1994. Toulouse, France. Pp. 147—159.
Krivokhatsky V.A., Zakharenko A.V., 1996.
Notes on the antlions (Neuroptera, Myrmeleontidae) of the Ryn-Desert, Western Kazakhstan // Известия Харьковского энтомологического общества, 1995 [1996], т. 3, вып. 1-2: 62.
Нарчук Э. П., Кривохатский В. А., 1996.
Необычная среда развития двукрылых насекомых (Diptera) — вредителей биологических коллекций // Зоологический журнал, 75, 8 : 1214—1219. [Translated into English: Narchuk E.P., Krivokhatskii V.A. An unusual substrate for development of dipteran insects (Diptera), biological collection pests // Entomological Review, 1996, 76, 4: 446—450.]
Krivokhatsky V.A. 1997.
New synonyms of Asian antlions (Neuroptera: Myrmeleontidae) // Zoosystematica Rossica, 1996 [1997], 5(2): 289—290.
Krivokhatsky V.A., 1997.
On systematics and biogeography of the palaearctic antlions (Neuroptera: Myrmeleontidae) // VI International Symposium on Neuropterology, Helsinki, Finland, July 13-16, 1997. Abstracts. Helsinki, 1997:25.
Кривохатский В. А. 1997.
Новый и малоизвестные виды муравьиных львов (Neuroptera, Myrmeleontidae) из Индокитая // Энтомологическое обозрение, 76, 3 : 661—670. [Translated into English: Krivokhatsky V.A. Some little known and a new species of ant-lions (Neuroptera, Myrmeleontidae) from Indo-China // Entomological Review, 1997, 77, 7: 807—814.]
Кривохатский В. А., Пирюлин Д. Д. 1997.
Состав, происхождение и современное изменение фауны муравьиных львов (Neuroptera, Myrmeleontidae) Приаралья // Зоологический журнал, 76, 10: 1150—1159. [Translated into English: Krivokhatsky V.A., Piryulin D.D. Composition, origin, and current changes of Myrmeleontidae (Neuroptera) fauna in the Aral Sea Region // Entomological Review, 1997, 77, 9: 1191—1201.]
Kluge N.Yu. & Krivokhatsky V.A., 1998.
Neuroptera, Megaloptera, Stegoptera, Planipennia, etc. — where is a true name for the lacewings (Insecta) ? // Izvestyia of the Kharkov Entomological Society, Vol. 6, Iss., p. 1: 5-15. [Параллельно на русском и английском: Neuroptera, Megaloptera, Stegoptera, Planipennia, и др. — где же действительное научное название сетчатокрылых насекомых (Insecta) ? // Известия Харьковского энтомологического общества, 6, 1: 5-15].
Кривохатский В. А., 1998.
Муравьиные львы (Neuroptera, Myrmeleontidae) России — биоразнообразие и зоогеография // Проблемы энтомологии в России. Санкт-Петербург, 1998. Т. 1: 215—216.
Кривохатский В. А., 1998.
Зоогеография муравьиных львов Палеарктики (Neuroptera, Myrmeleontidae). В серии: Чтения памяти Н. А. Холодковского. Доклад на пятьдесят первом ежегодном чтении 3 апреля 1998 г., СПб. 90 с.
Кривохатский В. А., 1998.
Сетчатокрылые семейств Myrmeleontidae и Ascalaphidae (Neuroptera) коллекции А. П. Федченко (Зоологический музей Московского государственного университета) в обработке Р. Мак-Лахлана // Энтомологическое обозрение, 77, 2: 421—431. [Translated into English: Krivokhatsky V.A., 1998. Myrmeleontoid lacewings (Neuroptera: Myrmeleontidae, Ascalaphidae) from the A.P.Fedchenko collection (Zoological Museum, Moscow State University), identified by R. McLachlan // Entomological Review, 78, 6: 682—690.]
Кривохатский В. А., 1998.
[Отряд Сетчатокрылые — Neuroptera] // в: Красная книга Московской области. М., Аргус: Рус. ун-т, 151—154.
Krivokhatsky V.A., 1998.
Addition to the knowledge of the genus Epacanthaclisis Okamoto, 1910 (Neuroptera: Myrmeleontidae) // Journal of Neuropterology, 1 : 37-54.
Кривохатский В. А., Овчинникова О. Г., 1998.
Консорция горчака (Acroptilon repens) // Проблемы энтомологии в России. Санкт-Петербург, 1998. Т. 1: 216—217.
Медведев Г. С., Кривохатский В. А., 1998.
XI съезд Русского энтомологического общества, 23-26 сентября 1997 г., Санкт-Петербург // Энтомологическое обозрение, 77, 3: 730—731.
Иванов В. Д., Кривохатский В. А., 1999.
Насекомые и пауки Ленинградской области // Биоразнообразие Ленинградской области (Водоросли. Грибы. Лишайники. Мохообразные. Беспозвоночные животные. Рыбы и рыбообразные). Труды СПб об-ва естествоиспытателей, сер. 6, т. 2: 339—396. [Параллельно на русском и английском: Ivanov V.D., Krivokhatsky V.A. Insects and spiders of the Leningrad region // Biodiversity of the Leningrad region (Algae. Fungi. Lichens. Bryophytes. Invertebrates. Fishes and pisciformes). Transactions of St.Petersburg Naturalist Society. Ser. 6. Vol. 2: 339—396.]
Кривохатский В. А., 1999.
Муравьиные львы (Neuroptera, Myrmeleontidae) Палеарктики (морфология, классификация, зоогеография). Автореф. докт. дисс. СПб, 39 с.
Кривохатский В. А., 1999.
Зоогеографические исследования наземных насекомых // Методологические проблемы развития зоологии. Тез. докл. Международной конференции, посвященной 275-летию Российской академии наук, С.-Петербург, с. 40-43.
Мир-Моайеди А., Захаренко А. В., Кривохатский В. А., Ясайи А. 1999.
К фауне сетчатокрылых (Insecta: Neuroptera) национального парака Гулистан и провинции Керманшах (Иран) // Известия Харьковского энтомологического общества, 1998 [1999], 6, 2: 53-56.
Krivokhatsky V.A. 2000.
Myrmecaelurus fedtschenkoi McLachlan, 1875 (curently Lopezus fedtschenkoi) to have precedence over Myrmeleon conspurcatum Kolenati, 1857 (Case 2985) // Bulletin of Zoological Nomenclature, 57(1): 7.
Krivokhatsky V.A. 2000.
Musculature of male genitalia of antlions (Neuroptera, Myrmeleontidae) // VII International Symposium on Neuropterology, Budapest, Hungary, 06-09 August 2000. Abstracts. Budapest: 24.
Кривохатский В. А. 2000.
Муравьиные львы (Neuroptera: Myrmeleontidae) Ульяновской области // Насекомые и паукообразные Ульяновской области. Сер. Природа Ульяновской области, Вып. 9. Ульяновск, 2000 [2001], с. 82-83.
Кривохатский В. А., Емельянов А. Ф. 2000.
Использование выделов общей биогеографии для частных зоогеографических исследований на примере палеарктической фауны муравьиных львов (Neuroptera, Myrmeleontidae) // Энтомологическое обозрение, 79, 3: 557—578. [Translated into English: Krivokhatsky V.A., Emeljanov A.F. 2000. Use of general zoogeographical subdivisions in particular zoogeographical Researches for the example of the Palaearctic antlions fauna (Neuroptera, Myrmeleontidae) // Entomological Review, vol. 80, no. 9, pp. 1042—1056))
Krivokhatsky V.A. 2001.
Myrmecaelurus fedtschenkoi McLachlan, 1875, curently Lopezus fedtschenkoi: reversal of precedence relative to Myrmeleon conspurcatum Kolenati, 1857 (Neuroptera: Myrmeleontidae) // Zoosystematica Rossica, 2000 [2001], 9(2): 439—441.
Кривохатский В. А. 2001.
Сетчатокрылые // Определитель пресноводных беспозвоночных России и сопредельных территорий. т. 5. СПб: Наука, с. 369—371, 764—767.
Кривохатский В. А., Нарчук Э. П. 2001.
Двукрылые (Diptera) — обитатели гнезд птиц в заповеднике «Лес на Ворскле» // Энтомологическое обозрение, 2001, 80, 2: 383—397.
Медведев Г. С., Кривохатский В. А. 2001.
100 лет журналу «Энтомологическое обозрение» // Энтомологическое обозрение, 80, 4: 785—787.
Нарчук Э. П., Кривохатский В. А. 2001.
Консорции гнезд птиц: насекомые как компоненты гнездовых экосистем // Отчетная научная сессия по итогам работ 2000 г. Тезисы докл. ЗИН РАН, 2001, с. 39-41.
Nartshuk E.P., Krivokhatsky V.A. 2001.
Bird nest's consortia: insects as components of nest eco-systems // Zoological Session (Annual Reports 2000). — Proc. Zool. Inst. RAS. 2001. Vol. 289. p. 155—160.
Белокобыльский С. А., Дианов М. Б., Кривохатский В. А., Лобанов А. Л., Медведев Г. С. 2002.
Проект ZInsecta — информационная система по энтомологическим коллекциям в Интернете // XII Съезд Русского энтомологического общества. Санкт-Петербург, 19-24 августа 2002 г. Тезисы докладов. СПб, 2002: 35.
Krivokhatsky V.A. 2002.
Musculature of male genitalia of antlions (Neuroptera, Myrmeleontidae): first results of study // Acta zoologica Academiae Scientiarum Hungaricae, 48 (Suppl. 2): 141—147.
Krivokhatsky V.A. 2002.
Some corrections to the paper «Use of general zoogeographical subdivisions in particular zoogeographical Researches for the example of the Palaearctic antlions fauna (Neuroptera, Myrmeleontidae)» by V.A. Krivokhatsky and A.F. Emeljanov (Entomological Review, vol. 80, no. 9, pp. 1042—1056) // Entomological Review, 2001 [2002], 81, 4: 430—431.
Кривохатский В. А. 2002.
Новые виды азиатских муравьиных львов (Neuroptera, Myrmeleon-tidae) // Энтомологическое обозрение, 2002, 81, 4: 899—905.
Кривохатский В. А. 2002.
Русские названия насекомых // XII Съезд Русского энтомологического общества. Санкт-Петербург, 19-24 августа 2002 г. Тезисы докладов. СПб, 2002: 186.
Лобанов А. Л., Смирнов И. С., Дианов М. Б., Алимов А. Ф., Кирейчук А. Г., Кривохатский В. А. 2002.
Российские зоологические базы данных в Интернете // Труды Всероссийской научной конференции «Научный сервис в сети ИНТЕРНЕТ», г. Новороссийск, 23-28 сентября 2002 г. М.: Изд-во Московского университета, 2002: 51-53.
Ильинский И. В., Кривохатский В. А., Кудерский Л. А., Носков Г. А. 2002.
Введение // Красная книга природы Ленинградской области. СПб: Мир и Семья. Т. 3. Животные: 9-16. [Параллельно на русском и английском: Iljinsky I.V., Krivokhatsky V.A., Kudersky L.A., Noskov G.A. Inroduction // In: Noskov G.A. (Ed.). Red Data Book of nature of the Leningrad region. SPb. Vol. 3 — Animals: 9-16.]
Кривохатский В. А., Громов А. В. 2002.
Глава 4. Паукообразные // Красная книга природы Ленинградской области. СПб: Мир и Семья. Т. 3. Животные: 71-82. [Параллельно на русском и английском: IKrivokhatsky V.A., Gromov A.V. Chapter 4. Arachnida // In: Noskov G.A. (Ed.). Red Data Book of nature of the Leningrad region. SPb. Vol — 3. Animals: 71-82.]
Кривохатский В. А. 2002.
Глава 6. Насекомые: 77 очерков, из них 18 в соавторстве (В. Д. Иванов, Б. М. Катаев, С. Ю. Кузнецов, Г. С. Медведев, Э. П. Нарчук, В. А. Рихтер) // Красная книга природы Ленинградской области. СПб: Мир и Семья. Т. 3. Животные: 95-300. [Параллельно на русском и английском: Krivokhatsky V.A. Chapter 6. Insects: 77 Red pages, 18 of them conjoint with Ivanov V.D., Kataev B.M., Kuznetzov S.Yu., Medvedev G.S., Nartshuk E.P., Richter V.A. // In: Noskov G.A. (Ed.). Red Data Book of nature of the Leningrad region. SPb. Vol. 3 — Animals: 95-300.]
Кривохатский В. А. 2003.
К номенклатуре некоторых палеарктических муравьиных львов (Neuroptera, Myrmeleontidae) // Энтомологическое обозрение, 2003, 82, 1: 229—230. [Translated into English: Krivokhatsky V.A. To the nomenclature of some Palaearctic antlions (Neuroptera, Myrmeleontidae) // Entomological Review, 2003, 83, 3: 300]
Кривохатский В. А., Аникин В. В., Овчинникова О. Г. 2003.
К вопросу о редкости муравьиного льва Distoleon tetragrammicus (F.) (Neuroptera, Myrmeleontidae) / / Энтомологические и паразитологические исследования в Поволжье. Вып. 2. Саратов: Изд-во Саратовского университета. С. 123—124.
Кривохатский В. А., Лобанов А. Л., Дианов М. Б. 2003.
Интернет-коллекция муравьиных львов (Insecta, Neuroptera, Myrmeleontidae) // Информационные системы по биоразнообразию видов и экосистем. Научная программа и тезисы 4-го Международного симпозиума. СПб. 2003. с. 92-93. [V.A. Krivokhatsky, A.L. Lobanov, A.Y. Ryss, M.B. Dianov. Internet collection of ant lions (Insecta, Neuroptera, Myrmeleontidae) // Information Systems on Biodiversity of Species & Ecosystems. Scientific program & abstracts, SPb. 2003. pp. 92-93.]
Кривохатский В. А., Лобанов А. Л., Медведев Г. С., Белокобыльский С. А., Дианов М. Б., Смирнов И. С., Халиков Р. Г. 2003.
Информационная система по энтомологическим коллекциям в Интернете // Труды Русского энтомологического общества. Т. 74. СПб. С. 59-70.
Медведев Г. С., Богданова Е. Н., Кипятков В. Е., Князев А. Н., Кривохатский В. А., Кузнецова В. Г., Медведев С. Г., Михайлов К. Г., Нарчук Э. П., Песенко Ю. А., Резник С. Я., Селиховкин А. В., Семьянов В. П., Синёв С. Ю., Тобиас В. И. 2003.
XII съезд Русского энтомологического общества. Санкт-Петербург, 19-24 августа 2002 г. // Энтомологическое обозрение, 2003, 82, 1: 231—246.
Пугачев О. Н., Смирнов И. С., Кривохатский В. А., Лобанов А. Л., Рысс А. Ю., Дианов М. Б. 2003.
Информационная система по биоразнообразию России // Информационные системы по биоразнообразию видов и экосистем. Научная программа и тезисы 4-го Международного симпозиума. СПб. 2003. с. 82, 83. [O.N. Pugachev, I.S. Smirnov, V.A. Krivokhatsky, A.L. Lobanov, A.Y. Ryss, M.B. Dianov. Information system on the biodiversity of Russia // Information Systems on Biodiversity of Species & Ecosystems. Scientific program & abstracts, SPb. 2003. pp. 81, 82.]
Смирнов И. С., Лобанов А. Л., Алимов А. Ф., Пугачев О. Н., Кривохатский В. А. 2003.
Информационная система по биологическому разнообразию России // Научный сервис в сети ИНТЕРНЕТ. Тр. Всероссийской научной конференции. Новороссийск, 22-27 сентября 2003 г. Москва: Изд-во МГУ. С. 12-14.
Смирнов И. С., Лобанов А. Л., Алимов А. Ф., Кривохатский В. А. 2003.
RCDL Электронные коллекции Зоологического института РАН // Электронные библиотеки: перспективные методы и технологии, электронные коллекции: Труды Пятой Всероссийской научной конференции RCDLT2003, (Санкт-Петербург, 29-31 октября 2003 г.): Ц Санкт-Петербург: НИИ Химии СПбГУ, 2003: 275—278.
Ильинский И. В., Кривохатский В. А., Носков Г. А. 2004.
Введение // Красная книга природы Санкт-Петербурга. СПб, лПрофессионал", с. 11-15.
Кривохатский В. А. (соавторы: В. Д. Иванов, Б. М. Катаев, Э. П. Нарчук, В. А. Рихтер). 2004.
Насекомые Ц Insecta // Красная книга природы Санкт-Петербурга. СПб, лПрофессионал", с. 179—240.
Кривохатский В. А., Громов А. В. 2004.
Паукообразные — Arachnida // Красная книга природы Санкт-Петербурга. СПб, лПрофессионал", с. 243—248.
Кривохатский В. А. (соавторы: В. В. Богатов, Я. И. Старобогатов, Я. С. Шапиро). 2004.
Моллюски — Mollusca // Красная книга природы Санкт-Петербурга. СПб, лПрофессионал", 2004, с. 249—256.
Кривохатский В. А. (ред.). 2004.
Малощетинковые черви — Oligochaeta // Красная книга природы Санкт-Петербурга. СПб, лПрофессионал", 2004, с. 257—261.
Кривохатский В. А., Рохлецова А. В. 2004.
Новые данные о сетчатокрылообразных (Neuroptera, Raphidioptera) Нижнего Поволжья // Энтомологические и паразитологические исследования в Поволжье. Саратов: Изд-во Сарат. ун-та. Вып. 3. С. 36-39.
Кривохатский В. А. 2005.
Чернополосые морфы муравьиных львов (Neuroptera, Myrmeleontidae) // Энтомологическое обозрение, 2005, 84, 1: 159—163 + 4 табл. с 18 рис. [Translated into English: Krivokhatsky V.A. Black-striped morphs of antlions (Neuroptera, Myrmeleontidae) // Entomological Review, 2005, 85, 3: 236—243.]
Кривохатский В. А. 2005.
Памяти Александра Всеволодовича Захаренко (15.05.1948 Ц 23.09.2004) // Кавказский энтомологический бюллетень, 2005, 1, 1: 95.
Кривохатский В. А. 2005.
[Рецензия] L. Stange. A systematic catalog, bibliography and classification of the world antlions (Insecta: Neuroptera: Myrmeleontidae). Memoirs of the American Entomological Institute. Volume 74. Gainesville, FL. 2004. 565 pp. Л. Стэнге. Систематический каталог, библиография и классификация муравьиных львов мировой фауны (Insecta: Neuroptera: Myrmeleontidae). Мемуары Американского энтомологического института. Т. 74. Гайнесвилл, Флорида. 2004. 565 с. // Энтомологическое обозрение, 2005, 84, 2: 471—474. [Translated into English: Krivokhatsky V.A. L. Stange. A systematic catalog, bibliography and classification of the world antlions (Insecta: Neuroptera: Myrmeleontidae). Memoirs of the American Entomological Institute 74 (Gainesville, FL 2004), 565 p. // Entomological Review, 2005, 85, 4: 461—464.]
Кривохатский В. А. 2006.
Рецензия на книгу В. Г. Мордковича УОсновы биогеографииФ (Рецензенты: М. Г. Сергеев, Ю. С. Равкин, И. А. Жирков. М.: Товарищество научных изданий КМК. 2005. 236 с.) // Зоологический журнал, 2006. Т. 85, № 6. С. 789—800.
Медведев Г. С., Кирейчук А. Г., Кривохатский В. А. 2005.
Памяти А. В. Захаренко (1948 Ц2004) // Энтомологическое обозрение, 2005, 84, 2: 465—470.[Translated into English: Medvedev G.S., Kirejtshuk A.G., Krivokhatsky V.A. In memory of A.V. Zakharenko (1948—2004) // Entomological Review, 2005, 85, 8: 1013—1017.]
Кривохатский В. А., Миронов А. Д. 2006.
Утилитарная ценность биологического разнообразия рекреационных экосистем на примере Петергофского фонтанного парка // Отчетная научная сессия по итогам работ 2005 г. Тезисы докл. ЗИН РАН, 2006, с. 20-21.
Krivokhatsky V.A., Mironov A.D. 2006.
Utilitarian value of biodiversity in recreation ecosystems (by the example of Peterhof Park) // Zoological Sessions (Annual Reports 2005). Proc. Zool. Inst. Russ. Acad. Sci. [2007]. 310: 99-106.
Кривохатский В. А., Нарчук Э. П. 2007.
Сообщества двукрылых насекомых (Diptera) в норах подземной полевки Microtus (Terricola) subterraneus Sel-Long. в заповеднике «Лес на Ворскле» (Белгородская область) // Энтомол. обозрение. 2007. Т. 86, вып. 1. С. 100—103.
Рохлецова А. В., Кривохатский В. А. 2006 [2007].
К познанию фауны Волго-Уральских сетчатокрылых (Neuroptera) // Энтомологические и паразитологические исследования в Поволжье. Саратов: Изд-во Сарат. ун-та. Вып. 5. 2006 [2007]. С. 23-30.
Кривохатский В. А. 2007.
Биоиндикация наземных экосистем по насекомым // Проблемы и перспективы общей энтомологии. Тез. докл. XIII съезда Русского энтомологического общества. Краснодар. 2007. С. 174—176.
Кривохатский В. А. 2007.
Краснокнижные насекомые на охраняемых территориях // Проблемы и перспективы общей энтомологии. Тез. докл. XIII съезда Русского энтомологического общества. Краснодар. 2007. С. 173—174.
Кривохатский В. А. 2007.
Отряд СЕТЧАТОКРЫЛЫЕ Ц NEUROPTERA // Красная книга Краснодарского края (Животные). Издание второе Краснодар: Центр разв. ПТР Краснодар. края. 2007. С.109-116.
Кривохатский В. А. 2008.
Открытое письмо С. А. Рябову // Биологическое разнообразие Тульского края на рубеже веков. Отд. вып. 1. С. 97-98.
Кривохатский В. А. 2011. Муравьиные львы (Neuroptera, Myrmeleontidae) России. СПб.; М.: Товарищество научных изданий КМК. 334 с. (Определители по фауне России, издаваемые Зоологическим институтом РАН 174).
Кривохатский В. А., Овчинникова О. Г. 2011. Принцип провинциальности как основной в биогеографическом районировании // Энтомол. обозр. Т. 90, вып. 4. С. 861—866. [Translated into English: Krivokhatsky V.A., Ovtshinnikova O.G. 2012. Provinciality as the main principle in biogeographic regionalization // Entomological Review, Vol. 92, No. 2, pp. 184—187.DOI: 10.1134/S0013873812020078].
Кривохатский В. А., Ван Жилян, Ван Синли. 2012. Новые находки и новые синонимы муравьиных львов (Neuroptera, Myrmeleontidae) из Китая // Энтомол. обозрение, 91, 3: 569—582. [Translated into English: Krivokhatsky V.A., Zhiliang W., Xinli W. New records and new synonyms of antlions (Neuroptera, Myrmeleontidae) // Entomological Review. 2013. Т. 93. № 5. С. 572—583.
Кривохатский В. А. 2013. Приключение жизни Виктора Ивановича Мочульского, описанное им самим. М. Товарищество научных изданий КМК. 2013. 261 с. / ISBN 978-5-87317-921-3. Формат 170×240 мм. 261 с., ил. 1 портрет.
Ovtshinnikova O.G., Wang Zhiliang, Ovchinnikov A.N., Wang Xinli., Krivokhatsky V.A.. 2014. Description of the larva and biological notes on Vermiophis taihangensis Yang et Chen (Diptera: Vermileonidae) from China // Zootaxa 3790 (3): 487—494.
Плотников И. С., Сидоренко В. С., Кривохатский В. А. 2013. Зоогеографический анализ дрозофилид (Diptera, Drosophilidae) Палеарктики с описанием программы кластеризации провинциальных фаун // Энтомол. обозр. Т. 92, вып. 1. С. 102—119. [Translated into English: Plotnikov I.S., Sidorenko V.C., Krivokhatsky V.A. Zoogeographic analysis of the Palaearctic fauna of fruit flies (Diptera, Drosophilidae) with description of clusterization software for provincial faunas // Entomological Review, 2013, 93, 7: 831—843. DOI: 10.1134/S0013873813070051].
Кривохатский В. А., Шаповал Н. А., Шаповал А. П. 2014. Муравьиные львы (Neuroptera, Myrmeleontidae) в орнитологических ловушках на Куршской косе: трехвидовое сообщество с новым для науки видом // Зоол. журнал. Т. 93, № 1. с.171-178. DOI: 10.7868/S0044513414010073. [Translated into English: Krivokhatsky V.A., Shapoval N.A., Shapoval A.P. 2014. Antlions (Neuroptera, Myrmeleontidae) from ornithological traps on the Coronian Spit; a three-species community containing a new species // Entomological Review, 2014. Vol. 94. № 4. P. 605—612. DOI: 10.1134/S0013873814040137].
Valentina Kuznetsova, Gadzhimurad Khabiev, Viktor Krivokhatsky. 2015. Chromosome numbers in antlions (Myrmeleontidae) and owlflies (Ascalaphidae) (Insecta, Neuroptera) // ZooKeys. 538: 47–61 (2015). doi: 10.3897/zookeys.538.6655.
Кривохатский В. А. 2015. Описание самца Nuglerus maculatus (Navás, 1915) с замечаниями по составу рода Nuglerus Navás, 1912 (Neuroptera, Myrmeleontidae) // Энтомологическое обозрение. Т. 94, вып. 3. С. 698—704. [Translated into English: Krivokhatsky V.A. 2015. Description of the male of Nuglerus maculatus (Navás, 1915) with comments on the composition of the genus Nuglerus Navás, 1912 (Neuroptera, Myrmeleontidae) // Entomological Review, 2015. Vol. 95. Iss. 7. P. 931—936; DOI 10.1134/S0013873815070106].
Кривохатский В. А., Добош Р., Хабиев Г. Н. 2015. Муравьиные львы и аскалафы (Neuroptera: Myrmeleontidae, Ascalaphidae) Киргизии // Энтомологическое обозрение. Т. 94, вып. 4. 26 С. 636—851. [Translated into English: Krivokhatsky V.A., Dobosz R., Khabiev G.N. 2015. Antlions and owlflies (Neuroptera: Myrmeleontidae, Ascalaphidae) of Kyrgyzstan // Entomological Review, 2015. Vol. 95, No. 9, pp. 1212—1224. DOI: 10.1134/S0013873815090092].
Кривохатский В. А. 2016. Что и как охранять на юге России? Практическое соединение заповедного дела с сохранением видового разнообразия. Рецензия на книгу: «Редкие беспозвоночные животные заповедника „Дагестанский“ / Е. В. Ильина, А. Н. Полтавский, В. В. Тихонов, Н. Б. Винокуров, Г. Н. Хабиев. (Труды государственного заповедника „Дагестанский“. Вып. 7). Махачкала: Алеф, 2014. 297 с.» // Наука Юга России (Вестник Южного научного центра), 2016. Т.12. № 1. С. 112—114.
Xingyue Liu, Victor Krivokhatsky, Julia Samartseva. 2016. Asian dobsonflies (Megaloptera, Corydalidae) of the collection of Zoological Institute of Russian Academy of Science, St. Petersburg // Russian entomological journal. 2016. 25(1): 59–63.
Кривохатский В. А., Аникин В. В., Астахов Д. М., Астахова А. С., Плотников И. С. 2016. Новые данные по распространению муравьиных львов (Neuroptera, Myrmeleontidae) Нижнего и Среднего Поволжья и анализ распространения локальных фаун // Энтомологические и паразитологические исследования в Поволжье — Вып. 13. С. 7-31.
Dobosz R., Krivokhatsky V., Wąsala R., Plewa R., Aladshvili N. 2017. New data on the occurrence of lacewings (Neuroptera) in Georgia // Acta entomologica silesiana. Vol. 25 (online 002): 1–10. Bytom, February 10, 2017.
Астахов Д. М., Кривохатский В. А. 2017.Обзор ктырей рода Polysarca Schiner, 1866 (Diptera, Asilidae) Палеарктики с анализом их распространения // Энтомол. обозрение. Т. 96. вып. 2. C. 366—384. [Translated into English: Astakhov D. M., Krivokhatsky V.A. A Review of Robber Flies of the Palaearctic Genus Polysarca Schiner, 1866 (Diptera, Asilidae) with Analysis of Their Distribution // Entomological Review, 2017, Vol. 97, No. 4, pp. 523—541. DOI: 10.1134/S001387381704001X].
Загалом опублікував близько 115 наукових статей та книг. Співавтор кількох Червоних книг (Червона книга Московської області, 1998 та 2018; Червона книга природи Ленінградської області, 2002; Червона книга Краснодарського краю, 2007; Червона книга Республіки Крим, 2015; Червона книга міста Севастополя, 2018).